# Кубо Сюнман
Кубо Сюнман (*窪 俊満, бл.1757 — 26 жовтня 1820) — японський художник, письменник-романіст і поет періоду Едо. Представник шкіл Нампін і Кітао.

## Життєпис
Справжнє прізвище і ім'я Кубо (або Кубота) Ясубей. народився близько 1757 року. З дитинства виявив хист до малювання. Навчався в Каторі Нахіко, поета і художника школи Нампін. Згодом стає учнем художника Кітао Сіґемаса. Після завершення навчання змінив ім'я на Сюнман. Зазнав впливу Торії Кійонага.
Перша відома робота відноситься до 1774 року. Був автором гравюр, книжкових ілюстрацій, картин, малюнків до віршів. Також стає членом поетичного гуртка Бакуро-рен, який згодом очолив. 1790 року залишив створення гравюр, зосередившись на складанні віршів для робіт художників Кацусіка Хокусай, Кітаґава Утамаро і Тьобунсай Ейсі і сурімоно. Помер у 1820 році.

## Творчість
З доробку відомо близько 70 картин. Спочатку наслідував стилю школи Нампін, але згодом став прихильником школи Кітао. Згодом став застосовувати сміливі кольорові відтінки й дотримувався техніки бенігірай (уникнення червоного кольору). Також розробив власний стиль у жанрі бідзінга (зображення красунь), які є більш витончені ніж у його сучасників. Відомою є серія «Походження придворних церемоній» («Міцу Тамагава»). Створював також сурімоно (вітальні листівки).
Замолоду також складав романи-гесаку. Їх він складав під псевдонімом Нандака Сінран.
Під псевдонімом Хітофусі Тіцуе є автором віршів у жанрах кйока (підвидів танка — у вигляді пародії) і хайку. Його твори відрізнялися надзвичайною чутливістю.